# Star Trek (juegos de rol)
El universo de ficción de Star Trek ha sido adaptado a juego de rol tanto en el formato tradicional de mesa como en el formato de videojuego.

## Juegos de rol de mesa
Hasta la fecha ha habido nueve juegos de rol de mesa ambientados en el universo de Star Trek:
- Star Trek: Adventure Gaming in the Final Frontier,[1] publicado por Heritage Models en 1978.
- Starfleet Voyages,[2] publicado por Terra Games Company en 1982.
- Star Trek: The Role-Playing Game,[3] publicado por FASA en 1982.
- Enterprise: Role Play Game in Star Trek,[4] primer juego de rol japonés, publicado por Tsukuda Hobby en 1983.
- Prime Directive,[5] publicado por Task Force Games en 1993 (en 2002 este juego fue adaptado al sistema GURPS).
- Star Trek: The Next Generation Role-playing Game,[6] publicado por Last Unicorn Games en 1998.
- Star Trek: Deep Space Nine Roleplaying Game,[7] publicado por Last Unicorn Games en 1999.
- Star Trek: The Original Series Role-playing Game,[8] publicado por Last Unicorn Games en 1999.
- Star Trek Roleplaying Game,[9] publicado por Decipher en 2002.
- Prime Directive d20,[10] publicado por Amarillo Design Bureau, Inc. en 2005.
- Star Trek Adventures,[11] publicado por Modiphius Entertainment en 2017.

## Juegos derol por foroychat
- Star Trek: A Call To Duty, juego en línea (chat y foro) originalmente aprobado por Paramount Pictures y anunciado en el sitio web de Star Trek de 1997 a 1999.
- Star Trek Simulation Forum, fundado en julio de 2002. Sirve como base del juego de rol por chat oficial del sitio web de Star Trek desde octubre de 2002.

## Videojuegos de rol multijugador masivos en línea
- Star Trek Online, desarrollado por Cryptic Studios y comercializado desde febrero de 2010.

## Traducciones al español
Antes de que se tradujese por primera vez al español un juego de rol oficial de Star Trek, la desaparecida revista Líder, especializada en juegos de rol y de guerra, publicó en su número 51, de enero de 1996, un juego de rol incluido en las páginas de la revista y titulado Juego de rol de Star Trek. Publicado sin firma de autor, el Juego de rol de Star Trek fue en realidad una creación de Enric Grau, miembro del equipo de redacción de Líder, pero su juego no conoció publicación oficial por no gozar Joc Internacional de los derechos de la franquicia Star Trek. En octubre de 2010 Enric Grau ha publicado en acceso libre en internet una versión actualizada del juego, titulada Star Trek en D100.
El primer juego de rol oficial de Star Trek en ser traducido en lengua española, y de hecho el único oficialmente traducido todavía en la actualidad, es Star Trek Adventures. La traducción y publicación ha corrido a cargo de la editorial Holocubierta Ediciones, en 2017, el mismo año en que lo ha publicado en inglés la editorial británica Modiphius Entertainment.